# Frýdlant nad Ostravicí zastávka
Frýdlant nad Ostravicí zastávka – przystanek kolejowy we Frýdlancie nad Ostravicí, w kraju morawsko-śląskim, w Czechach. Znajduje się na wysokości 365 m n.p.m. i leży na linii kolejowej nr 324.